# Diporiphora arnhemica
Espèce
Synonymes
- Diporiphora bennettii arnhemica Storr, 1974

Diporiphora arnhemica est une espèce de sauriens de la famille des Agamidae.

## Répartition
Cette espèce est endémique du Territoire du Nord en Australie. Elle se rencontre dans la Terre d'Arnhem.

## Publication originale
- Storr, 1974 : Agamid lizards of the genera Caimanops, Physignathus and Diporiphora in Western Australia and Northern Territory. Records of the Western Australian Museum, vol. 3, no 2, p. 121-146 (texte intégral).